# Doe Network
Das Doe Network (Doe Netzwerk) ist eine US-amerikanische Website und Organisation unter Mitarbeit von Polizeibehörden, Gerichtsmedizin und der Justiz. Betreiber ist The Doe Network in Livingston (Tennessee) (private Freiwilligenorganisation).
Zweck ist die Auffindung von länger vermissten Personen sowie der Aufklärung von unidentifizierten Leichen, deren Fund mindestens neun Jahre zurückliegt.
Namensgeber ist „John Doe“ (fiktiver Personenname und Platzhalternamen für eine unbekannte Person).